# Visitor from the Future
Visitor from the Future ist eine Science-Fiction-Komödie von François Descraques, die im September 2022 in die französischen Kinos kam.

## Handlung
In naher Zukunft droht ein Atomkraftwerk der chinesischen Firma Axomako zu explodieren, die Ingenieure Galabroche und Defunax versuchen, dies zu verhindern. Als sich plötzlich ein Mann in die Anlage teleportiert und behauptet, aus der Zukunft zu kommen, gibt er ihnen den Tipp, auf einen bestimmten Knopf zu drücken, um das Atomkraftwerk abzuschalten. Der fremde Besucher muss jedoch sofort weg, da ihm Agenten der „Brigade Temporelle“ auf den Fersen sind. Die Agenten geben ihnen den Tipp, auf den anderen Knopf zu drücken. Schließlich geht die gesamte Anlage in die Luft.
Der Zeitreisende war bzw. ist aus dem Jahr 2555 in die Vergangenheit gereist, aus einer Zukunft, in der sich die Erde in einem apokalyptischen Zustand befindet. Seit der Katastrophe, die er zu verhindern versuchte, kreist eine freigesetzte radioaktive Wolke um die Erde und vernichtet genau alle siebzig Jahre alles, was sich ihr in den Weg stellt. Sie zerstörte eine Unmenge von Gebäuden und auch den Eiffelturm. Der Besucher scheint die letzte Hoffnung der Menschheit zu sein, den Lauf der Dinge zu ändern.
Da er einen neuen Plan zur Veränderung der Zukunft benötigt, nimmt der Besucher als Nächstes Gilbert Alibert ins Visier, der für die fehlerhafte Konstruktion des Atomkraftwerks verantwortlich ist. Auch dessen Tochter Alice glaubt, dass Kernkraftwerke eine Gefahr für den Planeten sind. So versucht sie, den Laptop ihres Vaters zu stehlen und bricht nachts in das Haus ihres Vaters ein. Dort trifft sie auf den Besucher, der gerade dasselbe vorhat. Sie schlägt ihn nieder, und kurz später treffen die Agenten der „Brigade Temporelle“ Louise, Mattéo und Victor ein. Beim Versuch, den Besucher festzunehmen, schießt Victor versehentlich Gilbert ins Bein.

## Produktion

### Filmstab und Besetzung

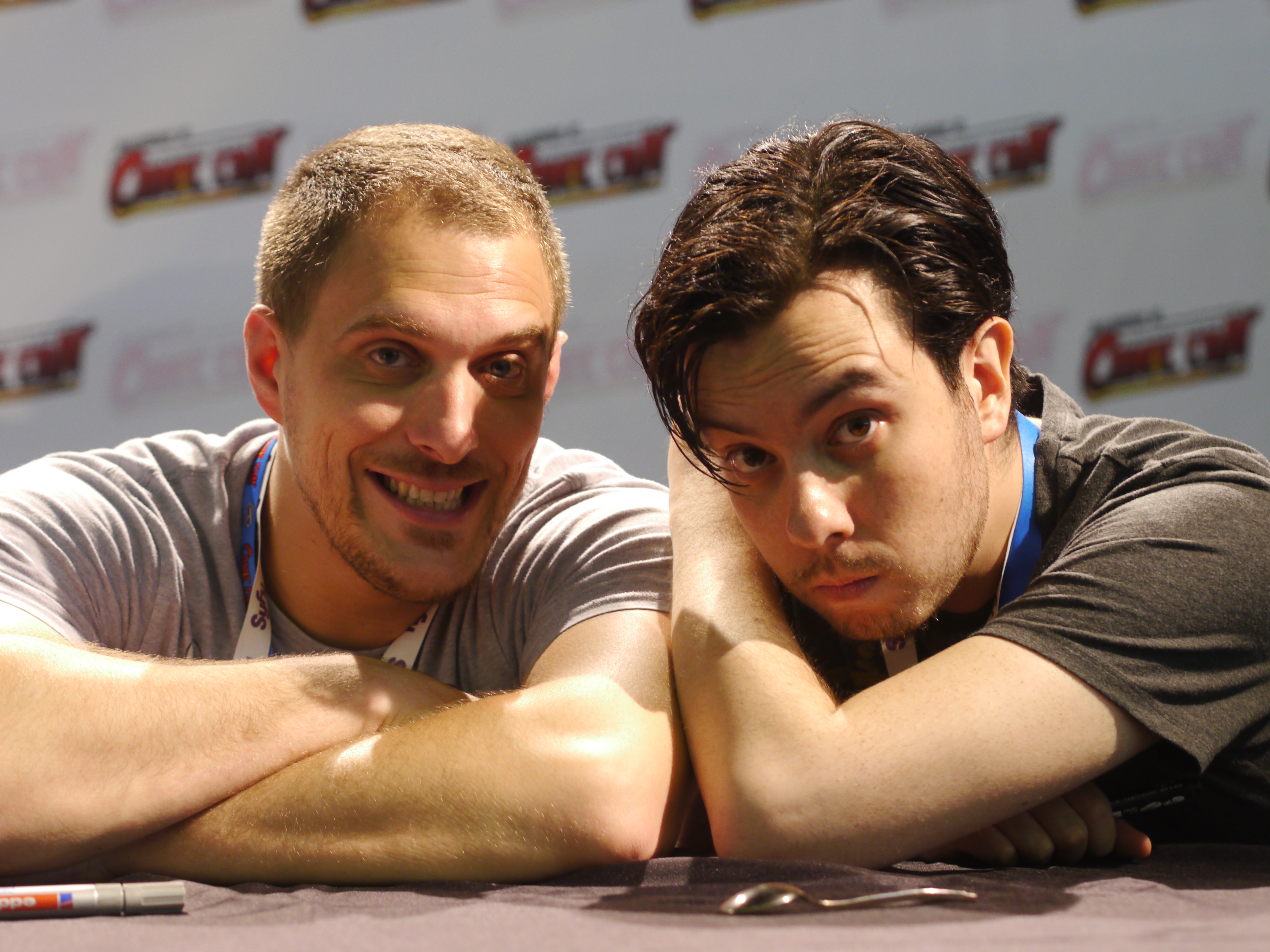
Mathieu Poggi (links) spielte bereits in François Descraques gleichnamiger Webserie

Regie führte Francois Descraques, der auch das Drehbuch schrieb. Der Film basiert auf seiner gleichnamigen Webserie, die bei YouTube gezeigt und mehr als 45 Millionen Mal gesehen wurde. Die Serie ist außerhalb Frankreichs weitgehend unbekannt.
Wie in der Webserie sind Florent Dorin in der Rolle des Besuchers, Raphaël Descraques als Raph und Slimane-Baptiste Berhoun in der Rolle von Docteur Henry Castafolte zu sehen. Ebenso ist Mathieu Poggi wieder in der Rolle von Mattéo zu sehen. Audrey Pirault spielt Louise, seine Kollegin bei der „Brigade Temporelle“, und Vincent Tirel ihren Kollegen Victor. Lénie Cherino spielt Konstanz, den Chef des Trios. Enya Baroux spielt Alice, eine Umweltaktivistin, die gegen den Bau eines neuen Kernkraftwerks ist. Ihr Vater Gilbert, der für dessen fehlerhafte Konstruktion verantwortlich ist und den der Besucher zu diskreditieren versucht, wird von Arnaud Ducret gespielt. David Coscas und Raphaël Carlier spielen die in seinem Atomkraftwerk arbeitenden Ingenieure Galabroche und Defunax.

### Haltung des Films gegenüber der Atomkraft
In einem Online-Artikel in der Zeitschrift Le Point wurde François Descraques nach dem Kinostart in Frankreich vorgeworfen, in Le Visiteur du futur eine ablehnende Haltung gegenüber der Atomkraft an den Tag zu legen. Der Regisseur entgegnete, es handele sich bei seinem Film nicht um ein Anti-Atomkraft-Traktat, er wollte vielmehr das Thema aus der Perspektive des Generationenkonflikts behandeln und sich an einer Gegenüberstellung von kurz- und langfristigen Lösungsmöglichkeiten bei der Energieversorgung versuchen, konkret aber wie zukünftige Generationen die Folgen der kurzfristigen Problemlösungen durch frühere Generationen ausbaden müssen.

### Filmmusik und Veröffentlichung
Die Filmmusik komponierte Jimmy Tillier. Das Soundtrack-Album wurde zum Kinostart in Frankreich von Pyramide Productions als Download veröffentlicht.
Die Premiere des Films erfolgte am 18. August 2022 in Rennes. Im August 2022 wurde er beim FrightFest und im Anschluss beim Brussels International Fantastic Film Festival vorgestellt. Am 7. September 2022 kam er in die französischen Kinos. Am 21. April 2023 wurde der Film in Deutschland auf DVD und Blu-ray veröffentlicht. Im Mai 2023 wird er beim Seattle International Film Festival gezeigt.

## Rezeption

### Kritiken und Einspielergebnis
Kat Hughes von The Hollywood News schreibt in ihrer Kritik, Zeitreisefilme böten immer interessante Ideen, und The Visitor from the Future sei da keine Ausnahme. François Descraques’ Film erinnere an einige der besten dieses Genres, wobei The Terminator und Twelve Monkeys Paradebeispiele seien. Die Einbeziehung einer Zombie-Nebenhandlung mache den Film zusätzlich einem breiteren Horrorpublikum zugänglich. Der Look und das Feeling des Films hätten etwas von Filmen der 1980er und 1990er Jahre, und diejenigen, die mit Mad Max und Robocop aufgewachsen sind, würden sich Hals über Kopf verlieben. Auch greife der Film dieselbe Art apokalyptischer Nostalgie auf, wie Turbo Kid aus dem Jahr 2015. Auch visuell sei der Film atemberaubend, dem man sein Budget nicht ansehe. Besonders die Aufnahmen des gezeigten, apokalyptischen Ödlands seien atemberaubend. Selbst die radioaktive Todeswolke sehe gleichermaßen gefährlich und schön aus.
In Frankreich verzeichnete der Film zwei Wochen nach dem Kinostart rund 219.000 Besucher, was überraschend gut war. Insgesamt zählt der Film in Frankreich rund 290.000 Besucher. Die weltweiten Einnahmen des Films aus Kinovorführungen belaufen sich auf 2,32 Millionen US-Dollar.

### Auszeichnungen
Brussels International Fantastic Film Festival 2022
- Nominierung im Emerging Raven Competition[17]

## Synchronisation
Die deutsche Synchronisation entstand nach einem Dialogbuch und der Dialogregie von Maria Jany im Auftrag der Think Global Media GmbH, Berlin.
| Darsteller               | Synchronsprecher       | Rolle                |
| ------------------------ | ---------------------- | -------------------- |
| Florent Dorin            | Jeremias Koschorz      | der Besucher         |
| Enya Baroux              | Franciska Friede       | Alice Alibert        |
| Arnaud Ducret            | Thomas Schmuckert      | Gilbert              |
| Raphaël Descraques       | Konrad Bösherz         | Raph                 |
| Slimane-Baptiste Berhoun | Timo Weisschnur        | Dr. Henry Castafolte |
| Assa Sylla               | Elisa Bannat           | Belette              |
| Julie Farenc             | Greta Galisch de Palma | Cathy                |
| Jenny Letellier          | Karolina Nägele        | Charlie              |
| Lénie Cherino            | Maria Jany             | Constance            |
| Raphaël Carlier          | Julien Haggège         | Defunax              |
| Alex Ramirès             | Lucas Wecker           | Fabio                |
| Marc Riso                | Felix Kamin            | Francis              |
| David Coscas             | Roland Wolf            | Galabroche           |
| Audrey Pirault           | Janin Stenzel          | Louise               |
| Valentin Jean            | Tom Sielemann          | Lucien               |
| Mathieu Poggi            | Matthias Scherwenikas  | Mattéo               |
| Swann Daniel             | Karl Alwin Solvik      | Mulot                |
| David Marsais            | Benno Lehmann          | Picpus               |
| Ludovik Day              | Peter Lontzek          | Richard              |
| Vincent Tirel            | Paul Matzke            | Victor               |